# Carla Vasconcelos
Carla Vasconcelos (Lisboa, 26 de Maio de 1971) é uma atriz portuguesa.

## Carreira
Carla Vasconcelos formou-se na Comuna - Teatro de Pesquisa sob a orientação de João Mota e frequentou posteriormente a Escola de Teatro e Cinema - Conservatório Nacional. Fez vários workshops de cinema, televisão, escrita e teatro, fez o Master Class sobre o Método dirigido por Marcia Haufrecht, fez o curso de Comédia dell'Arte em Itália, dirigido por António Fava, e, em Nova Iorque, fez o One Year Program no American Comedy Institute sob a orientação de Stephen Rosenfield.
Trabalhou com encenadores como António Feio, João Mota, Paulo Lage, Luís Castro, João Brites, Fernanda Lapa, Fraga, Christophe Aimé, João Ricardo, Joannie Mackenzie, entre outros.
A 30 de Junho de 2011 foi anunciada como uma das novas apresentadoras do programa da RTP2, 5 Para a Meia-Noite.

## Trabalhos
- Lisístrata - Aristófanes
- Sonho Numa Noite de verão - W. Shakespeare
- O Homem que Via Passar as Estrelas - Luís Mourão
- 1862-Uma Noite Mágica- Luís Mourão
- A Nossa Cidade - Thornton Wilder
- Zowie - Sergei Pompermeyer,
- Portugal Uma Comédia Musical de Nuno Costa Santos e Nuno Artur Silva
- António Marinheiro-Bernardo Santareno.
- -9- Rita Nunes
- o Beijo - ana Margarida Cunha
- 2º Dtº - Francisco Antunez
- Love Actually - com Hugh Grant e Colin Firth
- Beijo
- Podia Ter Esperado por Agosto - Inocência (2024)

## Televisão
- Santos da Casa - (RTP1)
- Levanta-te e Ri - (SIC)
- A Senhora das Águas - (RTP1 2001)
- Doce Fugitiva - (TVI 2006)
- Floribella - (SIC 2006)
- Chiquititas - (Fisioterapeuta Fernandes) - (SIC 2007)
- Contemporâneos - (RTP1 2008)
- Morangos com Açúcar - Série VII e VIII (Maria da Conceição "Papoila") - (TVI 2009/2011)
- 5 Para a Meia-Noite - (RTP2 2011)
- Dancin' Days - (SIC 2012)
- Jardins Proibidos (2014) (TVI 2015)
- Santa Bárbara - (Rosa Romeiro) (TVI 2015/2016)
- Donos Disto Tudo (RTP1 2016)
- Dentro - (Sónia) (RTP1 2016)
- O Sábio - (Evelina Simões) (RTP1 2017)
- Nazaré - (Olga) (SIC 2020)
- Amar Demais (Gisela Soares Goulart) |(TVI 2020/21)